# Lana Clarkson
Lana Jean Clarkson (Long Beach, Californië, VS, 5 april 1962 - Alhambra, Californië, VS, 3 februari 2003) was een Amerikaans actrice en model.
Eigenlijk was ze gecast als figurant voor haar debuutfilm Fast Times at Ridgemont High. Toen kwam karakter-acteur Vincent Schiavelli ter plekke op het idee om zijn karakter Mr. Vargas te voorzien van een mooie blonde vrouw. Hij koos Clarkson persoonlijk uit een hele rij figuranten.
Clarkson werd op 3 februari 2003 dood gevonden in het huis van muziekproducer Phil Spector; ze was doodgeschoten. Op 27 september 2004 werd Spector aangeklaagd voor de moord op Clarkson, maar kwam op borgtocht (1 miljoen dollar) vrij. Op 13 april 2009 werd Spector veroordeeld voor doodslag op Lana Clarkson. Hij vuurde een revolver af in haar mond. Spector werd veroordeeld tot vijftien jaar tot levenslange gevangenisstraf voor doodslag op Clarkson, en vier jaar voor verboden wapendracht. Er was geen mogelijkheid tot vervroegde vrijlating. Spector overleed in de gevangenis in januari 2021. 
Lana Clarkson ligt begraven aan de Hollywood Forever Cemetery in Hollywood.

## Filmografie
- Fast Times at Ridgemont High (1982) - Mrs. Vargas
- Female Mercenaries (1983) - Rol onbekend
- Brainstorm (1983) - Food Fantasy Girl (Niet op aftiteling)
- Three's Company Televisieserie - Sharon Gordon (Afl., Alias Jack Tripper, 1983)
- Deathstalker (1983) - Kaira
- Scarface (1983) - Vrouw in Babylon Club
- The Jeffersons Televisieserie - Sophia (Afl., Who's the Fairest?, 1983)
- Blind Date (1984) - Rachel
- Mike Hammer Televisieserie - Masseuse (Afl., Kill Devil, 1984)
- Riptide Televisieserie - Kelly (Afl., Catch of the Day, 1984)
- Knight Rider Televisieserie - Marilyn (Afl., The Rotten Apples, 1984)
- Who's the Boss? Televisieserie - Nanette (Afl., Sports Buddies, 1984)
- The A-Team Televisieserie - Sonny Monroe's vriendin (Afl., Champ!, 1985)
- Barbarian Queen (1985) - Amethea
- Night Court Televisieserie - Rol onbekend (Afl., Hello, Goodbye, 1985)
- Hotel Televisieserie - Sheila Carlson (Afl., Hidden Talents, 1986)
- Amazing Stories Televisieserie - Ms. Allure (Afl., Miscalculation, 1986)
- Amazing Women on the Moon (1987) - Alpha Beta (segment Amazing Women on the Moon)
- Barbarian Queen II: The Empress Strikes Back (1989) - Princess Athalia
- Wizards of the Lost Kingdom II (1989) - Amathea
- The Haunting of Morella (1990) - Coel
- Night Court Televisieserie - Carey (Afl., Tricks of the Trade, 1990)
- Wings Televisieserie - Janine (Afl., Noses Off, 1992)
- Silk Stalkings Televisieserie - Angela Martin (Afl., Night Games, 1993|Tricks of the Trade, 1995)
- Land's End Televisieserie - Kay (Afl., Who's Killing Cole Porter?, 1996)
- Love in Paris (1997) - Vrouw bij modeshow
- Little Man on Campus (2000) - Joyce
- 18 Wheels of Justice Televisieserie - Marta (Afl., Revelation, 2000)
- Vice Girls (2000) - Jan Cooper
- March (2001) - Dr. Ellen Taylor
- Black Scorpion Televisieserie - Dr. Sarah Bellum/Mindbender (Afl., Virtual Vice, 2001)

- Biblioteca Nacional de España: XX4887683
- International Standard Name Identifier: 0000 0000 4397 8886
- Library of Congress Control Number: no96045774
- Virtual International Authority File: 46357421
- WorldCat: E39PBJhRCfWWtvJwJhcC4CbTpP